# Allocosa edeala
Allocosa edeala är en spindelart som beskrevs av Roewer 1959. Allocosa edeala ingår i släktet Allocosa och familjen vargspindlar.
Artens utbredningsområde är Kamerun. Inga underarter finns listade i Catalogue of Life.